# Ævintýri á Norðurslóðum
Ævintýri á Norðurslóðum (Äventyr i Arktis) är en isländsk film från 1992.

## Om filmen
Filmen är inspelad på Island, Grönland och Färöarna och hade världspremiär på Island den 4 april 1992.

## Rollista
- Bessi Bjarnason – Björn
- Arnar Jónson – fadern
- Þórhallur Sigurðsson – hästköparen
- Guðmar Pétursson – Siggi
- Sylvia Sigurbjörnsdóttir – Kolbrun
- Edda Heidrún Backman – modern